# Gino Fechner
Gino Fechner (Bochum, 5 settembre 1997) è un calciatore tedesco, centrocampista del Wehen Wiesbaden.

## Carriera

### Club
Con la squadra riserve del RB Lipsia ha disputato 34 partite in Regionalliga.

### Nazionale
Partecipa con la nazionale Under-20 tedesca al campionato mondiale 2017 di categoria, disputando 4 partite.